# Unità 731
L'Unità 731 era un'unità segreta di ricerca e sviluppo di armi chimico-biologiche dell’Esercito imperiale giapponese, attiva durante gli anni della seconda guerra sino-giapponese (1936-1945). Dal 1936 venne stabilita nella città di Harbin, in Manchukuo, e aveva sedi attive in Cina e nel Sud-est asiatico.
Il gruppo di ricerca dell'Unità si era inizialmente riunito sotto il nome di Divisione per la Prevenzione Epidemica dell'Armata del Kwantung, poi nota come Unità Togo e successivamente sotto il nome di Divisione per la Prevenzione Epidemica e Rifornimento idrico dell'Armata del Kwantung (in giapponese 関東軍防疫給水部本部?, Kantōgun Bōeki Kyūsuibu Honbu). Soltanto nel 1941 l’unità prese ufficialmente il nome di Unità militare 731 del Kwantung.
Essa era stata inizialmente creata sotto la giurisdizione della Kempeitai, la polizia militare giapponese; successivamente, ne era stato affidato il comando a Shirō Ishii, medico e ufficiale dell’esercito giapponese che aveva ottenuto il grado di Maggiore nel 1932, Colonnello nel 1938 e Generale nel 1941. La base di ricerca fu costruita dal 1936 ad Harbin, in sostituzione alla fortezza Zhongma. Presso le varie sedi, le attività principali erano soprattutto la produzione, la sperimentazione e la conservazione di armi biologiche.
Furono condotti regolarmente esperimenti letali su esseri umani, prigionieri di guerra e comuni cittadini cinesi, a cui ci si riferiva come maruta (丸太, tronchi), per testare gli effetti di malattie, virus e infezioni, con l'obiettivo di verificare il loro possibile utilizzo come armi in guerra. Vivisezioni, infezione o avvelenamento su individui all’interno del laboratorio e cittadini di villaggi cinesi all’esterno furono solo alcune delle atrocità commesse dai membri dell'unità. Così come nel caso del massacro di Nanchino e delle "comfort women", il numero delle vittime effettivo è dibattuto; la maggior parte degli esperti afferma che almeno 3000 persone persero la vita negli esperimenti condotti dall’Unità 731 fino al 1945.
I ricercatori coinvolti nell'Unità 731 ricevettero segretamente protezione dagli Stati Uniti, in cambio delle informazioni ottenute tramite sperimentazione umana, che gli statunitensi avrebbero potuto riutilizzare nella realizzazione di un proprio programma di armamento biologico. Alcuni ricercatori furono catturati dai sovietici e processati nel processo di Chabarovsk, ma la richiesta di persecuzione di Ishii e dei suoi collaboratori fu respinta dal governo statunitense.

## Storia

### La creazione

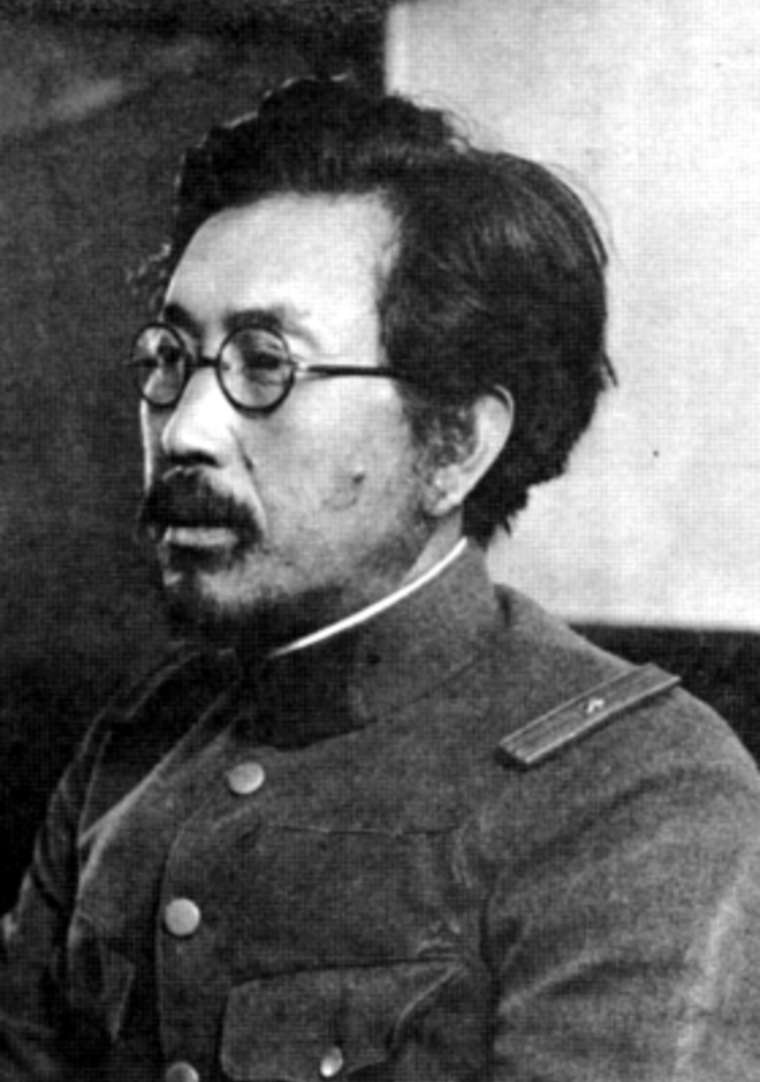
Il generale Shirō Ishii nel 1932

Nel periodo tra il 1928 e il 1930, mentre Ishii stava trascorrendo due anni di studio e ricerca all'estero, il Giappone aveva occupato la zona nord-orientale della Cina, portando la Manciuria sotto il proprio controllo. Le truppe giapponesi avevano occupato Harbin, capitale della provincia di Heilongjiang, in Manciuria settentrionale, il 5 febbraio 1932. Ishii sarebbe arrivato qualche mese dopo ad Harbin; una volta stabilitosi, non ebbe difficoltà nel lanciare il suo progetto di armamento biologico. I suoi piani di ricerca furono accolti con entusiasmo, considerato il ruolo che le armi biologiche potevano ricoprire qualora fosse scoppiato un conflitto con i sovietici; visto il sospetto che essi fossero già impegnati in simili attività di ricerca, la produzione giapponese era giustificata come autoprotezione. Harbin presentava sia vantaggi che svantaggi come base di ricerca: era una città nuova, costruita nel 1897 quando i russi avevano deciso di renderla punto di intersezione della ferrovia e centro industriale-commerciale, ed era popolata da migliaia di cinesi, coreani, mongoli, russi, europei e statunitensi. Come la maggior parte delle Concessioni, la città era suddivisa in tre aree: una, successivamente rinominata Vecchia Harbin, era la zona industriale dove risiedeva la maggior parte della popolazione estremamente povera; la seconda era popolata da cinesi medio-benestanti, e la terza era la Concessione russa, riservata agli stranieri e successivamente nota come Nuova Harbin. Il problema nel creare un centro di ricerca nel cuore di una città così popolata era il rischio di venire facilmente scoperti.
Celebre è l’affermazione di Ishii: "Esistono due tipi di ricerca per le armi batteriologiche, A e B. A è ricerca di attacco e B è ricerca di difesa. La ricerca del vaccino è di tipo B, e questa può essere fatta in Giappone. Tuttavia, una ricerca di tipo A può soltanto essere svolta all’estero." Inizialmente, il laboratorio di ricerca era stato istituito nel settore industriale della città, il distretto di Nan Gang. Questo era utilizzabile solamente per una ricerca di tipo B, e occasionalmente, con le dovute precauzioni, si potevano eseguire esperimenti sugli umani. Presto divenne però evidente che sarebbe stato necessario un altro luogo per condurre una ricerca di tipo A; il nuovo piano prevedeva che Ishii e i collaboratori avrebbero continuato la ricerca sui vaccini presso la struttura di Harbin, mentre una struttura fuori dalla città sarebbe stata utilizzata per quella di tipo A.

#### L'Unità Togo a Zhongma
Nell'estate del 1932, un gruppo di ufficiali e soldati giapponesi marciò su Beiyinhe, un insieme di piccoli villaggi conosciuti dagli abitanti del luogo come “Città Zhongma”, e ordinò agli abitanti di lasciare il villaggio in tre giorni. Il villaggio era costruito sulle rive del fiume Beiyin e adiacente alla linea ferroviaria Lafa-Harbin, poco più di 100 chilometri a sud della città di Harbin. L’ufficiale incaricato dell’operazione era Ishii, chiamato dai locali Zhijiang Silang; il suo lavoro doveva restare segreto, pertanto Ishii dovette adottare un nome in codice per sé stesso e per la sua unità. Scelse il nome in codice “Unità Togo”, in onore dell’Ammiraglio Togo Heihachiro. L’Unità Togo fu così stabilita a Beiyinhe, la cui vicinanza con la Ferrovia della Manciuria meridionale permetteva il facile trasporto dei macchinari e delle cavie umane da laboratorio. Tutti gli individui coinvolti nella ricerca erano medici dell’esercito; secondo alcune fonti, la portata del progetto di ricerca coinvolgeva circa dieci medici, insieme a cento membri del personale, ma altre fonti invece riferiscono che all’inizio Ishii avesse a disposizione circa 300 uomini.
Le armi biologiche che Ishii aspirava a sviluppare avevano come bersaglio gli esseri umani; per tale motivo, riteneva essenziale avere a disposizione una struttura per la sperimentazione umana. Il luogo dove si svolgevano le attività era il campo di sperimentazione e prigione Zhongma, chiamato dai residenti "Castello Zhongma"; la struttura aveva un'estensione di circa 600 m2, costruita per contenere un massimo di 1000 persone e circondata da mura in mattoni alte tre metri, sormontate da recinzioni elettriche e filo spinato, ai cui quattro lati erano site le torri di vedetta. La prima ala comprendeva la prigione, i laboratori, un forno crematorio e una discarica; la seconda ala gli uffici, gli alloggi, una mensa, i magazzini e i parcheggi per i veicoli militari. La fuga di alcuni prigionieri nel 1934 e l’esplosione della discarica di munizioni nel 1935 spinsero Ishii a spostare la ricerca in un altro luogo e procedere con la fase due del progetto. Abbandonando la struttura nel 1937, Ishii si assicurò la massima segretezza con la sua demolizione e con l’uccisione di chiunque potesse rivelare le attività, prigionieri inclusi.

#### L'Unità 731 a Pingfang
I superiori di Ishii nell'Armata del Kwantung, l'élite nella comunità scientifica e i suoi sostenitori all'interno del Comando militare erano soddisfatti dei risultati e progressi delle sue ricerche. Nel 1936, Ishii fu insignito della posizione di Capo della Divisione per la Purificazione idrica, come adeguata copertura per le attività segrete. In seguito altri 18 o più rami della divisione furono creati sotto il diretto controllo di Ishii. La base principale delle operazioni era nota come Complesso di Pingfang, un agglomerato di circa dieci villaggi a 24 km a sud di Harbin, di cui almeno otto erano stati conquistati dai giapponesi tra il 1936 e il 1938. Le dimensioni del complesso erano enormi: comprendeva almeno 65 edifici, tra cui un edificio amministrativo, laboratori, stalle, un edificio per autopsie e dissezioni, un laboratorio per esperimenti da congelamento, una fattoria, una prigione speciale, una fabbrica, tre fornaci e alcune strutture ricreative. Il complesso era protetto da una serie di fortificazioni, come era stato per Beiyinhe, e da quattro vie di accesso, di cui quella a sud solo per gli uomini di Ishii, quella ad ovest per le emergenze e quelle ad est e a nord per i lavoratori cinesi.
La nuova Unità, che consisteva in un nucleo di scienziati e soldati del precedente gruppo dell’Unità Togo, insieme a nuovi scienziati e ricercatori provenienti da università giapponesi ed altre istituzioni private, fu chiamata Unità Ishii. Nel 1941, per mascherare ulteriormente le attività di ricerca delle armi biologiche, le fu dato il codice 731. Il gruppo di ricerca dell’Unità 731 fu istituito nel 1936 a Pingfang come “Divisione per la Prevenzione Epidemica e Rifornimento Idrico dell’Armata del Kwantung” tramite approvazione da decreto imperiale; il primo gruppo di nuovi membri consisteva di sette professori e istruttori, giunti nel 1938 dall’Università Imperiale di Kyoto e noti come i "Grandi Sette". Con l’espandersi del fronte del conflitto in Cina nel 1937, furono stabilite nelle principali città cinesi alcune unità affiliate alla 731, anch’esse ufficialmente istituite con il nome di “Divisione per la Prevenzione Epidemica e Rifornimento Idrico”. Nel 1941, quando l’Unità fu rinominata “Unità militare 731 del Kwantung”, tutti i membri e macchinari collocati nelle altre aree furono riallocati a Pingfang e il numero complessivo dei lavoratori crebbe fino a duemila.
Con l’aumento repentino delle attività, tra il 1939 e il 1940 l'unità fu sottoposta a molteplici espansioni e riorganizzazioni sotto il controllo del Quartier generale, raggiungendo la presenza di oltre 3000 scienziati e tecnici. La struttura era ormai diventata un progetto di tale portata che era necessaria una copertura per non insospettire la popolazione locale; di conseguenza, la popolazione fu informata dai collaboratori di Ishii che i giapponesi stavano costruendo una segheria, da cui nacque il termine maruta (丸太, tronchi), utilizzato dai membri della struttura per indicare i soggetti degli esperimenti.

### La fine della seconda guerra mondiale, la dissoluzione e i processi
Durante gli ultimi mesi della guerra, Ishii si stava preparando per un attacco contro gli Stati Uniti con le armi biologiche chiamato "Operazione Fiori di Ciliegio nella Notte" (夜櫻作戰, Yozakura Sakusen); consisteva nell’invio di una ventina di aerei per causare epidemie in California, a partire da San Diego, e fu finalizzato il 26 marzo 1945. Cinque sottomarini di classe I-400 si sarebbero dovuti dirigere fino alla costa statunitense; ognuno trasportava tre Aichi M6A Seiran carichi di pulci infette, che sarebbero state liberate in palloni o con lo schianto del mezzo. La data della missione era stata fissata per il 22 settembre, ma non fu mai portata a termine per la resa giapponese del 15 agosto. L'8 agosto 1945, tra i due bombardamenti atomici, l'URSS dichiarò guerra all'Impero giapponese e nell'arco di due settimane abbatté la vantata Armata del Kwantung, occupando vaste zone della Manciuria e alcuni punti dell'adiacente colonia di Corea.

#### La dissoluzione dell'Unità
L’Unità 731 temeva che le proprie attività segrete sarebbero venute alla luce, così i membri delle varie sedi distrussero tutti i macchinari, fecero saltare in aria gli edifici e uccisero tutti i prigionieri e i soggetti degli esperimenti. Prima di abbandonare il luogo, i topi e le pulci infetti dalla peste bubbonica furono rilasciati nell’area circostante, causando un'epidemia che imperversò più di tre mesi nel nord est della Cina e mieté almeno 30.000 vittime. Tra la mezzanotte e l’una del 9 agosto 1945, l’Armata sovietica passò attraverso il confine, giungendo in Corea e Manciuria. I membri dell’Unità 731 avevano sentito la trasmissione delle notizie d’ultima ora sull’Unione Sovietica, e tre giorni dopo gli fu ordinato di appiccare il fuoco a edifici, abitazioni, macchinari, materiali e documenti.

A Pingfang i prigionieri furono i primi ad essere eliminati. Naoji Uezono, ex-membro del personale dell’Unità 731, rilasciò questa dichiarazione:
Tutti noi dovevamo iniziare le procedure di evacuazione [...] Prima di tutto furono uccisi i maruta. Dopodiché, mettemmo i loro corpi nell’inceneritore. Anche gli esemplari estratti dai corpi umani furono inseriti nell’inceneritore, ma ce n'erano così tanti che non bruciavano. Quindi, li portammo al fiume Sungari per gettarli dentro.
I capi delle sezioni ricevettero l’ordine di distribuire ai membri delle boccette contenenti cianuro di potassio, da utilizzare nell’eventualità in cui venissero catturati dai sovietici. Ishii all’inizio avrebbe voluto che tutti i membri e le loro famiglie si togliessero la vita, ma si scontrò con l’opposizione del capo della ricerca dell’Unità, il Maggiore generale Hitoshi Kikuchi; pertanto, ordinò a ciascun membro di non divulgare il proprio passato militare, di non occupare posizioni ufficiali in futuro e di non contattare gli altri membri. Assicuratosi che tutto fosse stato distrutto, Ishii si diresse in Giappone su un aereo militare, mentre la famiglia, insieme a dati e macchinari, si sarebbe diretta con il trasporto ferroviario verso Busan, in Corea del Sud, continuando in nave il tragitto verso il Giappone. Quando i russi presero il controllo delle sedi delle unità nel settembre del 1945, la maggior parte degli ufficiali di alto livello si era consegnata agli statunitensi. Le truppe sovietiche occuparono quel che era rimasto dell’Unità 731 in Manciuria, e i documenti che riuscirono ad ottenere comprendevano delle piante di fucine di assemblaggio per armi biologiche.
Le informazioni contenute nei documenti ritrovati resero possibile nel 1946 la creazione di un centro di ricerca biologica militare a Sverdlovsk (ora Ekaterinburg), e anche gli Stati Uniti utilizzarono le nuove informazioni fornite da Ishii ed altri membri catturati per la creazione di un centro di ricerca sulle armi batteriologiche.

#### L'immunità ai crimini
Dopo che il Giappone si arrese alle Forze Alleate, il Colonnello Murray Sanders giunse in Giappone per investigare la ricerca biologica giapponese e trovare il Generale Ishii. Non appena arrivò a Tokyo, fece la conoscenza di Ryoichi Naito, protegé di Ishii, che facendo da intermediario negli interrogatori riuscì a manipolare le risposte degli interrogati. I risultati dell'investigazione non furono produttivi: molti interrogati affermarono che in Giappone non erano stati studiati gli aspetti "offensivi" della guerra biologica e che non erano stati condotti esperimenti su soggetti umani. Tornato negli Stati Uniti, il 1 novembre 1945 pubblicò un resoconto contenente una descrizione generale della ricerca biologica giapponese, attribuita all'esercito e descritta come "attività di minore importanza". Sanders passò le redini della seconda fase dell’investigazione al Colonnello Arvo Thompson, inviato del presidente Harry Truman. Quando Ishii si arrese alle autorità, Thompson lo tenne sotto interrogatorio per oltre un mese, dal 17 gennaio al 25 febbraio 1946, presso la sua abitazione perché in stato di salute cagionevole; Ishii, restio a fornire informazioni, riuscì a minimizzare la portata delle attività di ricerca, sviando Thompson, che nel suo resoconto del 31 maggio 1946 riportò soltanto la tecnologia di costruzione delle bombe batteriologiche e le informazioni sulla coltivazione in massa dei batteri. I successivi resoconti degli scienziati Norbert Fell (20 giugno 1947) e di Edwin Hill e Joseph Victor (12 dicembre 1947) risultarono più approfonditi, descrivendo gli esperimenti sugli esseri umani condotti dall'Unità; Fell riuscì ad ottenere da Ishii informazioni sostanziali sulle ricerche, ma anche in questo caso ricevette informazioni parzialmente vere, mentre Hill e Victor ottennero maggiori informazioni sul trattamento delle malattie umane.
Le informazioni ottenute avevano come prezzo l'immunità dalla persecuzione per crimini di guerra, e le procedure per finalizzarne la concessione erano al di sopra dell'autorità degli scienziati: le discussioni in merito proseguirono fino al 1948. La decisione di garantire l'immunità ai giapponesi proveniva anche dall'intelligence militare statunitense, la quale voleva impedire la divulgazione di qualsiasi informazione ai russi ed assicurarsi che gli esperti giapponesi in armi biologiche fornissero tutti i dati in proprio possesso. Il Maggiore Generale Charles Willoughby, capo del dipartimento di intelligence del Quartier generale delle Forze Alleate sotto il Generale MacArthur, fu incaricato di gestire tutti i contatti con il mondo esterno del personale dell’Unità 731, il quale viveva nel quasi totale anonimato, per impedire la divulgazione di informazioni sulle armi batteriologiche. Dopo che il governo statunitense aveva ignorato più volte, dall'inizio del 1947, le richieste russe di interrogare i giapponesi, all’ambasciatore fu infine concesso di interrogare Ishii e gli altri ufficiali dell’Unità, a cui fu riferito di non divulgare ai russi le informazioni sugli esperimenti umani, sulla produzione di pulci, sui test all'aria aperta o sulla struttura e organizzazione delle unità, e di agire come se non riconoscessero nessuno degli statunitensi che li avrebbero scortati, di modo da poter ottenere le informazioni in possesso sovietico. Ci sono diversi documenti negli Archivi di Stato che supportano le affermazioni dei russi, secondo cui gli era stato negato in più di un'occasione di interrogare Ishii e i suoi collaboratori; inoltre, alcuni documenti successivi indicano che gli statunitensi erano al corrente dei propri soldati portati nei campi di sperimentazione e degli esperimenti sui prigionieri di guerra, nonostante Ishii lo negasse.
Verso la fine del 1947, in seguito alle investigazioni e agli interrogatori cui erano stati sottoposti, oltre a Ishii, anche Naito, Masaji Kitano e molti altri membri della "rete di Ishii", le autorità statunitensi avevano raccolto una sufficiente quantità di informazioni che sembravano dimostrare che i giapponesi avessero condotto esperimenti di armi biologiche su esseri umani. La maggior parte del loro lavoro costituiva una violazione dei diritti, come definita negli atti costituzionali del Processo di Tokyo e del Processo di Norimberga, ma la priorità era il valore informativo delle ricerche. Gli statunitensi ritenevano inestimabili le informazioni che avevano ottenuto dalla ricerca giapponese, soprattutto perché i propri scienziati non avrebbero avuto la possibilità di condurre simili esperimenti sugli esseri umani, e il governo aveva deciso che rendere pubbliche le informazioni avrebbe fornito agli altri paesi accesso alla produzione delle armi biologiche. Pertanto, non potevano permettere a Ishii o ai collaboratori di testimoniare ai processi, come richiesto dai russi.

#### I processi sovietici
Dodici soldati e medici giapponesi dell'Armata del Kwantung furono processati soltanto alla fine del 1949 nel processo di Chabarovsk. Il testo delle accuse riportava:
1. Generale Yamada Otozo, comandante in carica dell'Armata del Kwantung dal 1944 alla fine del conflitto. Supervisionava le attività di produzione delle armi biologiche delle Unità 731 e 100. Condannato ai lavori forzati in un campo di lavoro per 25 anni.
2. Maggiore generale Kawashima Kiyoshi, capo della divisione di Produzione dell'Unità 731 dal 1941 al 1943. Prese parte all'organizzazione delle operazioni del 1942 nella Cina centrale. Durante il suo servizio era stato personalmente coinvolto nell'uccisione dei detenuti nel corso degli esperimenti. Condannato ai lavori forzati in un campo di lavoro per 25 anni.
3. Maggiore Karasawa Tomio, ex-capo di una sezione della divisione di Produzione. Prese parte nel 1940 e 1942 all'organizzazione delle spedizioni per diffondere epidemie tra la popolazione cinese. Condannato ai lavori forzati in un campo di lavoro per 20 anni.
4. Tenente generale Kajitsuka Ryuji, ex-capo di divisione dell'Amministrazione medica nel Ministero della Guerra. Sostenitore della causa delle armi biologiche dal 1931. Nel 1936 aveva raccomandato Ishii come capo del gruppo di ricerca batteriologica appena creato. Dal 1939 era capo dell'Amministrazione Medica dell'Armata del Kwantung e supervisionava l'operato dell'Unità 731. Condannato ai lavori forzati in un campo di lavoro per 25 anni.
5. Tenente colonnello Nishi Toshihide, capo del Ramo 673 (Sunyu) dell'Unità 731 dal 1943 alla resa. Era al contempo Capo della Quinta Divisione dell'Unità e formava il personale per unità speciali nell'esercito. Prese parte all'uccisione di cittadini cinesi e sovietici nel corso degli esperimenti. Condannato ai lavori forzati in un campo di lavoro per 18 anni.
6. Maggiore generale Onoue Masao, ex-capo del Ramo 643 (Hailin) dell'Unità 731. Si occupava della ricerca di nuovi tipi di armi biologiche, della preparazione dei materiali e del personale. Condannato ai lavori forzati in un campo di lavoro per 12 anni.
7. Maggiore generale Sato Shunji, dal 1941 capo dell'Unità Nami a Canton e dal 1943 dell'Unità Ei a Nanchino. In seguito fu capo del Servizio Medico della Quinta Divisione. Supervisionava e forniva assistenza al Ramo 643. Condannato ai lavori forzati in un campo di lavoro per 20 anni.
8. Tenente generale Takahashi Takaatsu, ex-capo della Sezione Veterinaria dell'Armata del Kwantung. Supervisionava le attività dell'Unità 100 ed era tra gli organizzatori della produzione di armi biologiche. Condannato ai lavori forzati in un campo di lavoro per 25 anni.
9. Tenente Hirazakura Kensaku, ex-ricercatore nell'Unità 100. Prese parte a missioni di ricognizione al confine con l'URSS con l'obiettivo di valutare le strategie migliori di attacco. Condannato ai lavori forzati in un campo di lavoro per 10 anni.
10. Sergente Mitomo Kazuo, ex-membro dell'Unità 100. Prese parte alle sperimentazioni su prigionieri e alle operazioni di sabotaggio contro l'U.R.S.S. nell'area di Tryokhrechye. Condannato ai lavori forzati in un campo di lavoro per 15 anni.
11. Caporale Kikuchi Norimitsu, ex-assistente medico della sezione 643 dell'Unità 731. Prese parte alla ricerca di nuovi tipi di armi biologiche. Nel 1945 frequentò un corso di formazione come personale di guerra biologica. Condannato ai lavori forzati in un campo di lavoro per 2 anni.
12. Kurushima Yuji, ex-assistente di laboratorio del Ramo 162 dell'Unità 731. Prese parte alla coltivazione batterica di colera, tifo e altre malattie infettive. Condannato ai lavori forzati in un campo di lavoro per 3 anni.

Nonostante la segretezza delle operazioni condotte da Ishii e collaboratori, alcune testimonianze divulgate nel processo hanno fatto venire alla luce informazioni importanti. Una è la Testimonianza di Tamura Tadashi (ex-comandante dell’Esercito imperiale giapponese in Cina), del 31 ottobre 1949:
Il Generale Shiro mi aveva espressamente fatto notare che la [sua] Unità 731 stava preparando una battaglia con armi biologiche contro la Russia. Aveva anche accennato al fatto che erano in grado di produrre in massa le armi per la guerra batteriologica. Riteneva che queste fossero tra le armi più potenti che i giapponesi potessero usare. La loro efficacia era già stata testata nei laboratori e sugli umani. [...] …Avevo visto molti grafici, diagrammi e libri nell’ufficio del Generale Shiro che descrivevano nel dettaglio i dati raccolti dagli esperimenti che utilizzavano bombe, granate e cannoni per diffondere peste, colera e altre malattie infettive. Questi grafici mi avevano fatto comprendere appieno il potenziale tremendo della guerra batteriologica. Il Generale Shiro e altri tre ufficiali (i cui nomi non riesco a ricordare) mi accompagnarono ad ispezionare tutti i laboratori e luoghi di produzione. Non sono un microbiologo, e non posso fare stime precise nel campo, ma ricordo ancora chiaramente l’ammirazione che provai quando mi mostrarono la quantità di batteri che avevano prodotto.
Karasawa Tomio, batteriologo che aveva gestito la sezione di Produzione dell'Unità 731, nell'interrogatorio del 6 dicembre 1949 aveva dichiarato che:
Producendo enormi quantità di batteri, io [...] sapevo che erano pensati per uccidere esseri umani. Ciononostante, a quei tempi ritenevo che fosse giustificato dal mio dovere come ufficiale dell'esercito giapponese, e pertanto feci quanto in mio potere per portare a termine con successo il mio compito, come espresso negli ordini dei miei superiori.
Ex-capo delle sezioni prima, terza e quarta dell’Unità 731, il generale Kawashima Kiyoshi fornì la sua testimonianza nel processo del 1949, riportando che una sottostima del numero dei prigionieri dell’Unità morti per via degli esperimenti non fosse inferiore a 600 all’anno e che il numero complessivo di vittime fosse di almeno 3000 prigionieri. Ishii aveva iniziato gli esperimenti nel 1932, ad Harbin, e tra il 1938 e il 1941, prima dell’arrivo di Kawashima, molti altri erano morti presso la struttura di Pingfang, presso le strutture gemellate di Anda, Hailar, Linkow, Sunyu, Dalian, Pechino, Singapore e anche presso quelle non sotto il diretto controllo di Ishii, a Mukden (ora Shenyang), Nanchino e Changchun. Includendo anche le vittime dovute alle epidemie del 1946-8 e la fuoriuscita di sostanze dalle discariche chimiche abbandonate dopo il 1945, il numero complessivo delle vittime era superiore a quanto dichiarato.

### Testimonianze dei prigionieri giapponesi
Alcuni prigionieri catturati durante il secondo conflitto mondiale, dopo la liberazione statunitense delle isole occupate dai giapponesi (Nuova Guinea, Saipan, Guam ecc.), erano parte del personale medico. Tra il 1943 e il 1944, molti tra questi furono interrogati dagli statunitensi sulla ricerca delle armi biologiche, come informazione concernente gli sviluppi tecnologici giapponesi durante la guerra. La maggior parte dei prigionieri negava qualsiasi tipo di associazione o conoscenza; altri erano più cooperativi, ma riferivano informazioni di scarsa utilità. Tra questi:
- un luogotenente aveva ammesso di aver lavorato come assistente in un centro di ricerca medica a Changchun, e che la morva era "l'unico organismo sperimentato con la possibilità di usarlo per fini di bombardamento".[6]
- alcuni prigionieri avevano rivelato informazioni su una base di produzione di armi biologiche a Nanchino, suggerendo un possibile coinvolgimento negli esperimenti sugli esseri umani.[6]
- un colonnello aveva confermato la dichiarazione di un prigioniero di guerra, secondo cui ad Harbin erano stati eseguiti degli esperimenti dal Generale Shirō Ishii con una "bomba di bacilli".[6]
- un capitano del Corpo medico aveva riferito che l'Unità di Ishii, il quale era anche istruttore nell'Accademia militare medica, era l'unica responsabile per la guerra batteriologica.[6]

Nel 1944 gli statunitensi avevano sufficienti informazioni per delineare quasi con esattezza uno schema dello sviluppo giapponese delle armi biologiche, localizzare la maggior parte delle basi che i giapponesi avevano in Cina e Manciuria e identificare proprio Ishii come figura centrale.

## Copertura mediatica post-bellica

### Durante l'occupazione
A Tokyo, i quartier generali statunitensi di intelligence militare e dell'investigazione per i crimini di guerra ricevettero almeno una dozzina di corrispondenze in riferimento agli esperimenti in Manciuria e in Giappone. Le prime voci riguardo alla sperimentazione giapponese sui prigionieri statunitensi e cinesi furono divulgate dai membri del Partito Comunista Giapponese già dalla fine del 1945. Il 14 dicembre 1945, il Partito Comunista Gapponese aveva inoltrato un memorandum alle agenzie d'intelligence, riportando che nel 1944 i ricercatori di Harbin erano riusciti ad allevare degli organismi nocivi, poi testati su alcuni cittadini locali e statunitensi imprigionati durante la guerra; inoltre, vi erano alcune accuse per cui i giapponesi avevano cooperato con i laboratori medici delle università imperiali di Tokyo e Kyoto. Queste e molte altre furono rivolte ad Ishii e alla ricerca giapponese sulle armi biologiche (tra cui quella di un certo Imaji Setsu): nonostante il tentativo di tenere tutto segreto, le informazioni trapelate giunsero alla stampa statunitense, e il 6 gennaio 1946 i due giornali Pacific Stars and Stripes e New York Times pubblicarono articoli sulla presunta sperimentazione sugli esseri umani e sulla vita di Ishii.
Il processo di Chabarovsk del 1949 ottenne una copertura di eguale importanza: venne pubblicato sulla prima pagina del Mainichi Shinbun e sull'Asahi Shinbun, ma fu lo Shinbun Akahata, giornale del partito comunista, a fornire la copertura mediatica più esaustiva, con il testo dettagliato della condanna di tutti e dodici i prigionieri e con successive interviste a membri potenzialmente connessi all'Unità 731. Ciononostante, il Generale MacArthur aveva negato l'esistenza di qualsiasi prova di sperimentazione giapponese sugli esseri umani alla fine del 1950.

### Post-occupazione
Il 2 novembre 1976, il Tokyo Broadcasting System, il sistema radiotelevisivo di Tokyo, mandò in onda un documentario, prodotto da Yoshinaga Haruko, basato su tre anni di interviste a venti ex-dipendenti dell'Unità 731. Questo spianò la strada a successive pubblicazioni, ma fu negli anni ottanta che il tema tornò sotto gli occhi di tutti: nel 1981, Seiichi Morimura pubblicò La gola del diavolo (in giapponese 悪魔の飽食?, Akuma no hōshoku), in cui rivelava che:
Le vittime erano soprattutto cinesi, coreani e russi. Ma sono venuto a sapere da diverse fonti che vi erano anche inglesi, olandesi, australiani e americani [statunitensi].
Il giornalista John Powell pubblicò un articolo nel Bulletin of the Atomic Scientists, dal titolo Japan's Biological Weapons: 1930-1945, a Hidden Chapter in History, in cui affermava che:
Tra le cavie da laboratorio vi erano un numero non identificato di soldati statunitensi, catturati durante le prime fasi della guerra e rinchiusi nei campi in Manciuria [...] I report ufficiali statunitensi rivelano che il governo era al corrente dei fatti quando era stata presa la decisione di rinunciare alla persecuzione dei giapponesi coinvolti.
Da parte sua, nel 1947 Ishii aveva negato le accuse, affermando che nessun prigioniero statunitense o russo era stato usato, eccetto per il prelievo di sangue di alcuni statunitensi per controllare la presenza di anticorpi. Tre sono state le scoperte importanti che hanno alimentato la consapevolezza pubblica negli anni novanta: nel 1989, furono rinvenute ossa di presunte vittime di sperimentazione giapponese nell'area dell'ex-Istituto Medico militare di Tokyo; nel 1993, Tsuneishi Keiichi trovò negli archivi di Stato giapponesi le prime testimonianze documentarie dei preparativi per l'utilizzo delle armi biologiche in guerra; nell'agosto dello stesso anno, un team di ricercatori giapponesi ha ritrovato nella biblioteca dell'Agenzia di difesa nazionale delle testimonianze riguardo all'uso giapponese di armi biologiche in Cina. Queste scoperte hanno ispirato l'organizzazione dell'Esposizione universale sulla sperimentazione giapponese, tenuta tra il luglio del 1993 e il dicembre del 1994.
Soltanto il 27 agosto 2002 la Corte distrettuale di Tokyo avesse ufficialmente dichiarato che l’Esercito imperiale giapponese, compresa l’Unità 731 di Harbin, aveva utilizzato armi batteriche ed effettuato sperimentazioni sui cittadini e che le vittime erano state molte, sentenziò che i cinesi non potevano fare causa al governo giapponese per i danni causati dalla sofferenza inflitta alle vittime dal personale dell’Unità 731; la metodicità con cui i giapponesi avevano eliminato qualsiasi informazione relativa alle vittime ha infatti reso impossibile risalire ai nomi delle vittime. Nell'aprile del 2018 gli Archivi Nazionali giapponesi hanno pubblicato i nomi di 3067 membri dell'Unità 731.

## Caratteristiche e operato

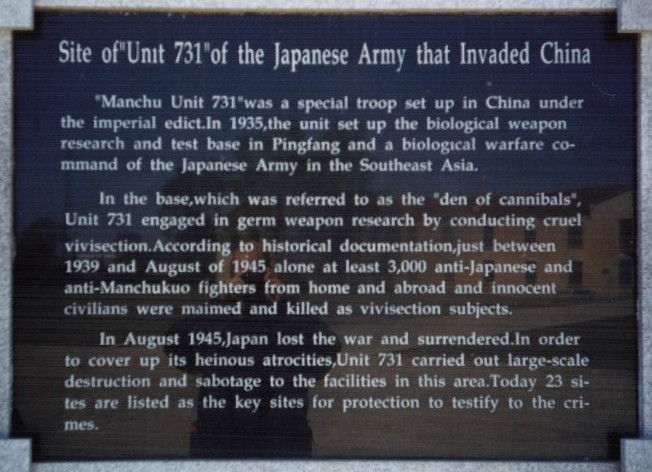
Cartello informativo dell'Unità 731

Presso l’Unità ebbero luogo due forme di sperimentazioni: la prima era la sperimentazione umana, che permetteva agli assistenti medici e dottori di allenare le proprie abilità chirurgiche. I medici giapponesi eseguivano operazioni sui prigionieri, cinesi e non, ancora vivi e senza l’uso di anestetici, come esercitazione per chirurgie di emergenza che avrebbero dovuto fare sul campo sui soldati giapponesi.
La seconda era l’iniezione ai soggetti di diverse malattie, anch'essa senza alcun tipo di anestesia, per timore che potesse influire sull’esito della sperimentazione, a soggetti legati e incatenati per la maggior parte del tempo. Con il proseguire della guerra, gli atti commessi nell’Unità 731, così come nelle altre unità, furono sempre più estremi. Ishii testò le reazioni umane ad antracosi, tularemia, morva, peste, ittero, tifo, vaiolo, gangrena gassosa, dissenteria, colera, scarlattina, febbre emorragica, difterite, meningite, tubercolosi, salmonella, malattie veneree e molto altro. In seguito, quando il Giappone si trovò ad affrontare il conflitto con l’Unione Sovietica in temperature sotto lo zero, la ricerca si concentrò anche sull’ipotermia, congelando e decongelando le vittime usando una serie di tecniche diverse. Come rivelano le testimonianze e i documenti, l’obiettivo principale della ricerca era lo sviluppo di armi biologiche da impiegare nella guerra: di conseguenza, furono organizzati prima dei test di piccola portata in campi isolati nelle vicinanze della base, e in seguito su larga scala in città e villaggi cinesi, per verificarne l’efficacia nel causare epidemie. La sperimentazione dei patogeni, sebbene importante, era solo una parte della ricerca condotta da Ishii: altre avevano il duplice obiettivo di determinare il metodo di coltivazione degli agenti biologici e il metodo di disseminazione.

### Sperimentazione sugli esseri umani
Le "cavie" degli esperimenti venivano trasportate dalla vicina Harbin in due modi: erano ammassate in carri merci, sotto uno strato superficiale di tronchi, oppure trasportate, con la collaborazione della Kempeitai, da autocarri grigio-verdi con finestrini opachi. Per eliminare qualsiasi sospetto, i giapponesi avevano comunicato ai residenti cinesi del distretto di Pingfang che nell’area era in fase di costruzione una segheria: i membri dell’Unità chiamavano dunque i soggetti degli esperimenti maruta (丸太), termine giapponese per “tronco”. Le vittime erano per la maggior parte cinesi di discendenza Han, residenti a Harbin, ma alcune testimonianze attestano la presenza di prigionieri sovietici, catturati nei conflitti al confine del 1939 e del 1940, mongoli, coreani ed europei di varie nazionalità, così come prigionieri di guerra statunitensi. Tra queste testimonianze, l’ex-maggiore Iijima Yoshio  riferì nel 1949 di essere stato incaricato dell’invio di circa 40 cittadini sovietici al campo di Pingfang. Tutti i prigionieri erano accusati di crimini capitali, giudicati colpevoli e condannati a morte; dovevano essere utilizzati nei laboratori come “materiale di sperimentazione” per adempiere alla propria sentenza. Quando vi era carenza di “esemplari”, la Kempeitai stazionata ad Harbin raggiungeva le quote prefissate arrestando cittadini comuni, "viandanti" o "fumatori d’oppio". L’ex-colonnello Tachibana Takeo, ufficiale di alto rango nella Kempeitai, nel dicembre del 1949 dichiarò che gli individui inviati come tokui atsukai (特異扱い, "consegna speciale") potevano essere accusati o sospettati di spionaggio, attività criminali o atteggiamento pro-sovietico/anti-giapponese. Ai maruta erano assegnati dei numeri di tre o quattro cifre, ritrovati anche sulle lastre a raggi X pervenute. La stima generalmente accettata del numero delle vittime è intorno a 3000, ma il sistema numerico ideato da Ishii ha reso impossibile identificare il numero esatto di maruta uccisi.
Alcuni degli esperimenti includono:
- Vivisezione senza anestesia: furono effettuate diverse sperimentazioni mentre i pazienti erano ancora vivi, in quanto si riteneva che il processo di decomposizione avrebbe alterato i risultati.[6][9]
- Amputazione di arti, riattaccati al lato opposto del corpo.[9]
- Test su bersagli umani degli effetti di granate a frammentazione, poste a varia distanza e in posizioni differenti.[5][9]
- Test di lanciafiamme su esseri umani.[9]
- Iniezione di microrganismi patogeni, sifilide e gonorrea, per studiarne gli effetti.[5][6][9]
- Ad alcuni prigionieri fu interdetto l'accesso a cibo e acqua, per verificare il tempo che intercorreva per morire.

#### Fortezza Zhongma
- Fu effettuata l'iniezione in tre prigionieri di batteri coltivati da pulci infette; tutti e tre i soggetti svilupparono febbre molto alta e furono vivisezionati mentre avevano perso conoscenza.[6]
- Ogni tre-cinque giorni si prelevavano dai prigionieri 500 cc di sangue; quando il prigioniero era troppo debole per essere utile alla ricerca, veniva eliminato con un’iniezione di veleno oppure ucciso con dei colpi di pistola.[6]
- Alcuni corpi erano dissezionati, altri sottoposti ad autopsia, poi gettati in un forno crematorio.
- Escissione di stomaco, fegato, polmoni, cervello o altri organi; nel caso del cervello, al prigioniero veniva aperto il cranio con un’accetta e il corpo era poi cremato.[6]

#### Complesso di Pingfang
- Alcuni prigionieri furono appesi a testa in giù, per osservare quanto tempo impiegavano a morire per asfissia.[6][9]
- Fu testata la velocità di insorgenza dell’embolia attraverso l’iniezione di bolle d'aria nel flusso sanguigno.[6][9]
- Ad alcuni prigionieri fu iniettata urina di cavallo nei reni.[6][9]
- Furono testati gli effetti del colera sui prigionieri, attraverso l’iniezione di vaccini prodotti con metodi differenti e l’ingestione di alimenti infetti.
- Alcuni esperimenti furono condotti con la tubercolosi, la cui incubazione era troppo lunga per essere un’arma efficace, per interesse scientifico.
- Ad alcuni prigionieri furono date differenti dosi di batteri tifoidei.
- Alcuni prigionieri venivano condotti in stanze apposite o, d'inverno, all'esterno della struttura, per analizzare il congelamento degli arti; su di loro erano state testate varie tecniche di scongelamento, tra cui percussione con utensili e immersione in acqua calda a varie temperature.[3][9]
- Alcuni prigionieri erano chiusi in una camera a bassa pressione, per determinare quale fosse il limite umano di tolleranza.[5][6][9]

#### Zona di Anda
- Furono testate, su prigionieri legati a dei pali, bombe di pulci infette da peste bubbonica o da antracosi.[5][9]
- Furono svolti esperimenti di inalazione di bacilli della peste.[6]

### Produzione di armi biologiche
Sotto le direttive di Ishii, i metodi di diffusione dei batteri sperimentati a Pingfang erano quattro:
1. Due tipi diversi di proiettili di artiglieria, uno standard e uno da 75 mm, in cui la carica esplosiva era sostituita da materiale batterico; entrambi non risultarono realizzabili.[6]
2. Alcuni modelli di bombe; uno da detonazione, caratterizzato da una copertura in metallo; le bombe UJI e UJI-50, contenenti pulci e farina (la quale avrebbe attirato dei topi, contagiati poi dalle pulci) e avvolte da coperture prima in metallo, poi in ceramica, perché pochi patogeni sopravvivevano all’esplosione; una bomba da altitudine elevata, chiamata RO e contenente fluido batterico, la cui ricerca fu abbandonata dopo alcuni test non riusciti; una bomba prototipo chiamata “Madre e figlie”, in cui la bomba madre era equipaggiata con un radiotrasmettitore, pensato per far detonare all’impatto un cluster di bombe figlie contenenti il carico di batteri, rivelatesi troppo costose da realizzare e non utilizzabili efficacemente.[5][6][10]
3. Sperimentazioni sul campo per diffondere i batteri attraverso irrorazione aerea e rilascio di bombe da un’altitudine di 4000, 2000, 1000 e 200 metri. Se troppo elevata, i batteri sarebbero morti; se troppo bassa, il raggio dell'esplosione sarebbe stato troppo ridotto.[5][6]
4. Infiltrazioni e sabotaggi tra le forze nemiche cinesi, tra le unità militari sovietiche nelle zone di confine e tra la popolazione cinese, per diffondere materiale biologico.[6]

#### Utilizzo sul campo
- 1939: le ostilità scoppiate tra giapponesi e russi lungo il confine nell'incidente di Nomohan sono viste da Ishii come un’opportunità per testare sul campo le armi biologiche e chimiche. Viene inviato un gruppo di circa cento uomini, esperti di filtrazione dell’acqua e prevenzione epidemica, e un altro gruppo di 100 uomini esperti di armi batteriologiche, cooperando con l'Unità 100.[6] Il piano delle operazioni è diviso in tre parti: utilizzo di munizioni cariche di batteri contro le truppe mongole e sovietiche, sgancio di bombe in porcellana contenenti batteri o animali e viveri infetti lungo la riva occidentale del fiume Khalkha e rilascio degli agenti patogeni nel fiume e in qualsiasi bacino raggiungibile.[8]
- 1940: un treno carico di 70 kg di batteri tifoidei, 50 kg di microbi del colera e 5 kg di pulci infette da peste è inviato verso Hankow (ora Wuhan), nelle cui vicinanze si trova Ningbo, uno dei porti dei trattati; insieme alla contaminazione del sistema idrico, la diffusione aerea di cotone, frumento e cereali infetti porta alla diffusione epidemica di colera, tifo e peste anche nelle regioni adiacenti, che continueranno a esserne flagellate fino al 1947.[5][8]
- 1941: viene attaccata Changde, polo commerciale e sbocco ferroviario più importante nella provincia dello Hunan, nonché punto di comunicazione delle truppe cinesi nella Cina centrale; la distribuzione aerea di cereali, grani, pulci, tessuti e carta infetti da peste tra aprile e novembre provoca un’epidemia.[8] Alla spedizione partecipano circa 100 uomini, di cui trenta specialisti in batteriologia.[5]
- 1942: Ishii conduce una spedizione a Nanchino, dove collabora con l’Unità 1644, infettando il sistema idrico e distribuendo tra i bambini e i prigionieri di guerra alimenti infetti. Per l'operazione sono preparati 130 kg di batteri di antracosi e paratifoide, 3000 involtini infettati con tifoide e paratifoide e 300-400 biscotti infettati con tifoide.[5]

Questi sono alcuni di almeno 12 esperimenti condotti sul campo dall’Unità 731, come riferito agli investigatori di stato statunitensi nel dopoguerra, ma il numero esatto dei test condotti è in discussione.

## Organizzazione
L'Unità 731 fu uno dei molti rami della ricerca giapponese sugli agenti biologici per la guerra. Le altre unità tattiche e amministrative furono:
- Unità 100: istituita a Mokotan, sobborgo di Changchun nel 1936 con il nome di “Divisione per la Prevenzione Epidemica Equina dell’Armata del Kwantung”, rinominata nel 1941.
- Unità 516: istituita a Qiqihar nel 1936 con il nome di “Divisione per i Test Tecnici dell’Armata del Kwantung”.
- Unità 543, istituita a Hailar.[5]
- Unità 773, istituita a Song.
- Unità 1644: istituita a Nanchino il 18 aprile 1939.[5]
- Unità 1855: istituita a Pechino il 9 febbraio 1938.
- Unità 8604: istituita a Canton l’8 aprile 1939.[5]
- Unità 9420: istituita a Singapore il 26 marzo 1942 con l’occupazione della città.

### Componenti principali
- Tenente generale medico Shirō Ishii;
- Tenente generale medico Masaji Kitano;
- Maggiore generale Wakamatsu Yujiro;
- Dottor Naito Ryoichi;
- Colonnello Yasuzaka;[7]
- Kozo Okamoto;
- Kawashima Kiyoshi;
- Karasawa Tomio;[7]
- Maggiore generale Hitoshi Kikuchi;
- Colonnello Sato Shunji;
- Kanazawa Kazuhisa;
- Tanaka Hideo;
- Naeo Ikeda;
- Kasahara Shirō;
- Tenente generale Kajitsuka Ryuji;
- Ozeki Shigeo (personale civile);[5]
- Saito Masateru (personale civile);[5]
- Furuichi Yoshio (studente);[5]

### Divisioni
L'Unità 731 era articolata in otto divisioni:
- Divisione 1: destinata alla ricerca, gli scienziati e i medici che vi lavoravano erano coinvolti nella ricerca e nella produzione di patogeni utili come armi, e studiavano anche problemi relativi all'ipotermia. I patogeni coltivati includevano gli organismi che causavano peste bubbonica, colera, antracosi, tetano, febbre tifoide, gangrena gassosa, dissenteria e tubercolosi. La sezione era anche responsabile della gestione degli edifici 7 ed 8 del complesso, in cui erano imprigionati i maruta. A capo vi era Kikuchi Hitoshi.[14]
- Divisione 2: destinata alla sperimentazione, scienziati e tecnici vi sviluppavano e testavano la praticabilità di vari tipi di bombe batteriologiche, e conducevano e gestivano gli esperimenti all’esterno presso il campo di aviazione di Anda. Erano anche responsabili dell’allevamento delle pulci, per il quale avevano a disposizione due boiler di cinque tonnellate di capacità, otto autoclavi e un refrigeratore appositamente concepito per conservare il prodotto finale; in un singolo ciclo, potevano produrre più di 45 kg di pulci.[5]
- Divisione 3: nota come "Unità di Prevenzione Epidemica e Rifornimento Idrico", si occupava della gestione degli ospedali e delle operazioni di purificazione idrica. Dal 1944 le fu assegnato il compito di costruire container per le bombe batteriologiche: eseguiva questa operazione in una fabbrica nel cuore del centro industriale di Harbin.[5]
- Divisione 4: nota come "Unità di Costruzione e Produzione". Il personale amministrava e operava tutti gli edifici dedicati alla produzione di massa di patogeni di vario tipo e si occupava della produzione, della conservazione e dell’immagazzinamento di batteri; poteva produrre in un mese 300 kg di microbi della peste, 500-600 kg dell'antracosi, 900 kg della tifoide e una tonnellata del colera. A capo della sezione per due anni vi era stato Kawashima Kiyoshi.[5][14]
- Divisione 5: sezione educativa del personale di recente acquisizione. Aveva una grande responsabilità, in quanto il personale era distribuito a rotazione tra le sedi in Giappone, a Pingfang e nei laboratori satellite.
- Divisione 6: sezione degli affari generali, si occupava della gestione logistica.
- Divisione 7: sezione dei materiali, si occupava della manifattura delle bombe. Preparava e immagazzinava materiali come l’agar-agar, necessario per la produzione dei patogeni.
- Divisione 8: sezione per diagnosi e trattamenti, si occupava delle questioni mediche del personale dell’Unità.

### La struttura
La base dell'Unità 731 consisteva di più di 150 edifici, tra cui 22 dormitori, piscine, un auditorium da mille posti, campi di atletica, ristoranti, magazzini e altre strutture di intrattenimento per i 3000 impiegati. Includeva inoltre quattro capanni equipaggiati con utensili e medicine, un tempio shinto e una scuola sia primaria che secondaria. Gli edifici di maggior importanza erano il 7 e l'8, conosciuti anche col nome di "Ro" e "Ha", che avevano una capacità di circa 400 persone e ospitavano i soggetti degli esperimenti: l’edificio 7 i detenuti di sesso maschile, l’edificio 8 di entrambi i sessi. I soggetti venivano condotti alla struttura tramite uno di tanti tunnel segreti, che portava dall’edificio amministrativo alla prigione. L’edificio amministrativo era composto da quattro strutture interconnesse a formare un rettangolo; le strutture a nord e sud erano edifici a 5 piani, di circa 170 metri in altezza e 20 in larghezza, quelle ad est ed ovest erano di tre piani, di 100 metri in altezza e 20 in larghezza. Gli edifici a nord e a sud erano noti come numero 5 e numero 3, rispettivamente; gli edifici 7 ed 8 erano costruiti all’interno del rettangolo e quindi non visibili dall’esterno.

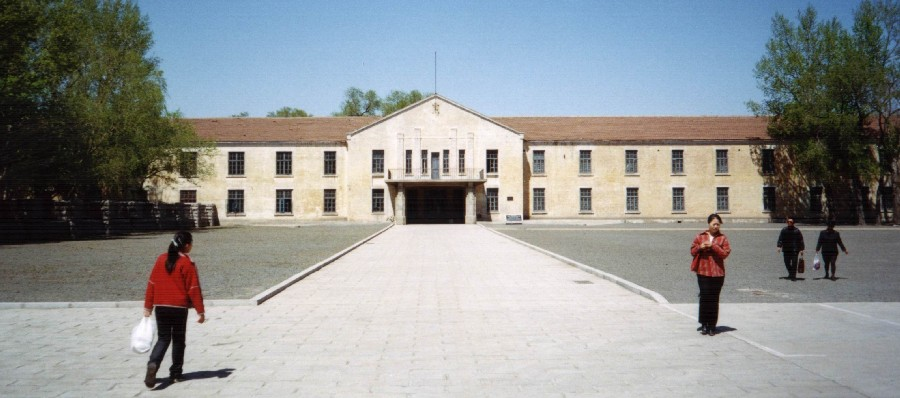
Uno degli edifici aperti ai turisti

#### Centri operativi affiliati
Centro di Nanchino: fu il comando dell'Unità 1644, formata da 12 rami e con un personale di circa 1500 uomini. Condusse progetti e operazioni in cooperazione con l'Unità 731, e prese parte alle operazioni militari che impiegarono le armi biologiche sulla popolazione civile e sulle forze cinesi. Sato Shunji fu a capo di questa sezione dalla fine del 1940 all'inizio del 1943. La capacità di produzione era di fino a 10 kg di batteri per ciclo: ogni anno formava un personale di circa 300 batteriologi.
Centro di Changchun: ufficialmente chiamato "Reparto per la prevenzione delle malattie equine dell'armata del Kwantung", era stato istituito nel 1935 sotto il comando del veterinario Yujiro Wakamatsu con il nome di "Unità Wakamatsu" e rinominata Unità 100 nel 1941. Si dedicava allo studio delle piante e degli animali, ufficialmente per prevenire malattie, ma con l'obiettivo principale di condurre ricerche su armi biologiche animali e vegetali. Si occupava anche della produzione di armi biologiche per operazioni di sabotaggio, e cooperava sia con l'Unità 731 sia con la divisione dell'intelligence dell'armata del Kwantung. Era costituita da 600-800 membri ed aveva quattro divisioni, nonché numerosi rami distribuiti in Cina e Manciuria. Poteva produrre all'anno 1000 kg di batteri di antracosi e 500 kg della morva.
Sito per esperimenti di Anda: una zona di prova all'aria aperta, situata a circa 146 chilometri dalla base di Pingfang.

## Nella cultura di massa
- Una trascrizione parziale ma approfondita del processo di Chabarovsk fu pubblicata in diverse lingue nel 1950 da un'agenzia periodica moscovita in lingua straniera, inclusa una in inglese, dal titolo Materials on the Trial of Former Servicemen of the Japanese Army Charged with Manufacturing and Employing Bacteriological Weapons (Foreign Languages Publishing House, Mosca, 1950, in lingua francese Documents relatifs au procès des anciens Militaires de l'Armée Japonaise accusés d'avoir préparé et employé l'Arme Bactériologique, in lingua giapponese 細菌戦用兵器ノ準備及ビ使用ノ廉デ起訴サレタ元日本軍軍人ノ事件ニ関スル公判書類, in lingua cinese 前日本陸軍軍人因準備和使用細菌武器被控案審判材料). Nessuna delle edizioni in lingua straniera di questo libro riportava il numero di tiratura: solamente l'edizione russa segnalò che furono pubblicate circa 50000 copie.

### Film
- Il mare e il veleno (1986), Giappone, regia di Kei Kumai.
- Hei tai yang 731 (1988, conosciuto anche come Men Behind the Sun), Cina, regia di Tun Fei Mou. Mostra gli esperimenti compiuti sulle persone dall'Unità 731 e fu realizzata in onore e memoria delle vittime.
- Men Behind the Sun 2: Laboratory of the Devil (1992), Cina, regia di Godfrey Ho.
- 731: Two Versions of Hell (2007), prodotto da James T. Hong, documentario. Contiene resoconti dalla parte cinese e giapponese.
- Philosophy of a Knife (2008), Russia, regia di Andrey Iskanov.
- Dead Mine (2012), Indonesia, regia di Steven Sheil e basato su una versione romanzata dell'Unità 731.
- Unit 731 (2015), Stati Uniti, regia di Chris D. Nebe, documentario.

### Musica
- Unit 731 (2009), Slayer, contenuta nell'album World Painted Blood.